# Westerner (cheval)
Westerner (1999-2025) est un cheval de course de race pur-sang anglais. S'exprimant sur longues distances, il a été élu stayer de l'année en Europe en 2004 et 2005.

## Carrière de courses
Westerner entre en piste en avril de ses 3 ans, remporte rapidement son maiden. Il n'est présenté ensuite que sur le mile et, s'il connaît une certaine réussite au niveau des Listed, il semble barré[Quoi ?] au niveau des groupes. Son entraîneur Élie Lellouche décide ensuite de l'inscrire sur des distances plus longues. Après des secondes places dans les Prix Maurice de Nieuil, Kergorlay et Gladiateur, il remporte le Prix du Cadran, loin devant le vainqueur de la Gold Cup du printemps précédent, Mr Dinos. Il remporte ensuite le Prix Royal Oak, trois semaines plus tard. 
En 2005, après un succès dans le Prix de Barbeville et une courte défaite dans le Prix Vicomtesse Vigier, Westerner est présente au départ de la Gold Cup, face au tenant du titre Mr Dinos et l'ex-Français Papineau, face auquel il perd. Sa première partie de saison s'achève par un échec sur la distance classique du Grand Prix de Saint-Cloud, où il est désormais monté par Olivier Peslier, qui a remplacé Dominique Boeuf comme premier jockey de l'écurie Wildenstein. À l'automne, Westerner réalise un doublé dans le le Prix du Cadran et le Prix Royal Oak, un exploit sans équivalent[réf. nécessaire] qui lui vaut un premier titre de stayer européen de l'année.  
En 2005, année de ses 6 ans, Westerner remporte deux victoires faciles en France (Prix de Barbeville et Vicomtesse Vigier), puis la Gold Cup. Cette année-là, le meeting royal est déporté à York, en raison de travaux sur l'hippodrome d'Ascot, et l'étalon l'emporte à la lutte face à l'outsider Distinction, les principaux favoris (Papineau, Mr Dinos et autres Vinnie Roe, le quadruple lauréat de l'Irish St Leger) n'ayant pu suivre le rythme. Westerner devient ainsi le seul cheval à compter à son palmarès la Gold Cup, le Prix du Cadran et le Prix Royal Oak, et se voit assuré d'un second titre de stayer européen de l'année. 
La saison et la carrière de Westerner s'achèvent par un retour sur 2 400 mètres. Après une tentative dans le Grosser Preis von Baden, il est mis au départ du Prix de l'Arc de Triomphe face au favori Hurricane Run, le vainqueur du Derby d'Epsom, Motivator, la lauréate des Oaks et du vainqueur du Prix Vermeille, Shawanda. Westerner obtient la seconde place. Il termine sa carrière sportive dans le Hong Kong Vase, une épreuve qui demande encore plus de vitesse. Il entame une carrière de reproducteur, en étant doté du meilleur rating jamais obtenu par un cheval français sur les distances supérieures à 2 400 mètres (118). 

### Résumé de carrière
| Date         | Hippodrome       | Pays        | Course                     | Statut      | Distance    | Jockey            | Place       | Écart        | Vainqueur ou deuxième |
| 2002, 3 ans  | 2002, 3 ans      | 2002, 3 ans | 2002, 3 ans                | 2002, 3 ans | 2002, 3 ans | 2002, 3 ans       | 2002, 3 ans | 2002, 3 ans  | 2002, 3 ans           |
| ------------ | ---------------- | ----------- | -------------------------- | ----------- | ----------- | ----------------- | ----------- | ------------ | --------------------- |
| 7 avril      | Longchamp        | France      | Prix de Champerret         | Maiden      | 2 000 m     | Dominique Bœuf    | 2e / 13     | 3/4          | Le Fou                |
| 7 mai        | Maisons-Laffitte | France      | Prix du Cœur Volant        | Maiden      | 1 600 m     | Dominique Bœuf    | 1er / 8     | 3/4          | Rising Talent         |
| 29 mai       | Chantilly        | France      | Prix de Pontarmé           | Listed      | 1 600 m     | Dominique Bœuf    | 2e / 5      | encolure     | Jubilation            |
| 17 juin      | Chantilly        | France      | Prix de la Jonchère        | Gr. 3       | 1 600 m     | Dominique Bœuf    | 4e / 5      | 3 ½          | Medecis               |
| 6 août       | Deauville        | France      | Prix de Tourgeville        | Listed      | 1 600 m     | Dominique Bœuf    | 2e / 8      | tête         | Devious Indian        |
| 5 octobre    | Longchamp        | France      | Prix du Rond Point         | Gr. 2       | 1 600 m     | Dominique Bœuf    | 8e / 11     | 4            | Domedriver            |
| 19 novembre  | Saint-Cloud      | France      | Prix Tantième              | Listed      | 1 600 m     | Dominique Bœuf    | 3e / 11     | 4 ½          | Allez Olive           |
| 2003, 4 ans  |                  |             |                            |             |             |                   |             |              |                       |
| 15 mars      | Saint-Cloud      | France      | Prix Altipan               | Listed      | 1 600 m     | Dominique Bœuf    | 11e / 13    | 6            | Gaelic Lord           |
| 8 mai        | Longchamp        | France      | Prix de la Porte de Madrid | Listed      | 2 400 m     | Dominique Bœuf    | 1er / 8     | 2 ½          | Spray Gun             |
| 8 juin       | Chantilly        | France      | Grand Prix de Chantilly    | Gr. 2       | 2 400 m     | Dominique Bœuf    | 6e / 7      | 6            | Ange Gabriel          |
| 19 juillet   | Maisons-Laffitte | France      | Prix Maurice de Nieuil     | Gr. 2       | 2 800 m     | Dominique Bœuf    | 2e / 7      | 3/4          | Martaline             |
| 24 août      | Deauville        | France      | Prix Kergorlay             | Gr. 2       | 3 000 m     | Dominique Bœuf    | 2e / 9      | 3            | Darasim               |
| 14 septembre | Longchamp        | France      | Prix Gladiateur            | Gr. 3       | 3 100 m     | Dominique Bœuf    | 2e / 10     | 2            | Darasim               |
| 5 octobre    | Longchamp        | France      | Prix du Cadran             | Gr. 1       | 4 000 m     | Dominique Bœuf    | 1er / 10    | 5            | Germinis              |
| 26 octobre   | Longchamp        | France      | Prix Royal Oak             | Gr. 1       | 3 100 m     | Dominique Bœuf    | 1er / 14    | 2 ½          | Alcazar               |
| 2004, 5 ans  |                  |             |                            |             |             |                   |             |              |                       |
| 22 avril     | Longchamp        | France      | Prix de Barbeville         | Gr. 3       | 3 100 m     | Dominique Bœuf    | 1er / 8     | 2            | Forestier             |
| 23 mai       | Longchamp        | France      | Prix Vicomtesse Vigier     | Gr. 2       | 3 100 m     | Dominique Bœuf    | 2e / 6      | encolure     | Forestier             |
| 17 juin      | Ascot            | Royaume-Uni | Gold Cup                   | Gr. 1       | 4 000 m     | Gérald Mossé      | 2e / 13     | 1 ½          | Papineau              |
| 4 juillet    | Saint-Cloud      | France      | Grand Prix de Saint-Cloud  | Gr. 1       | 2 400 m     | Olivier Peslier   | 9e / 10     | 7            | Gamut                 |
| 12 septembre | Longchamp        | France      | Prix Gladiateur            | Gr. 3       | 3 100 m     | Olivier Peslier   | 1er / 8     | cte encolure | Cut Quartz            |
| 3 octobre    | Longchamp        | France      | Prix du Cadran             | Gr. 1       | 4 000 m     | Olivier Peslier   | 1er / 8     | 3            | Cut Quartz            |
| 24 octobre   | Longchamp        | France      | Prix Royal Oak             | Gr. 1       | 3 100 m     | Stéphane Pasquier | 1er / 8     | 2 ½          | Behkara               |
| 2005, 6 ans  |                  |             |                            |             |             |                   |             |              |                       |
| 30 avril     | Longchamp        | France      | Prix de Barbeville         | Gr. 3       | 3 100 m     | Olivier Peslier   | 1er / 9     | 1 ½          | Allez Olive           |
| 22 mai       | Longchamp        | France      | Prix Vicomtesse Vigier     | Gr. 2       | 3 100 m     | Olivier Peslier   | 1er / 8     | 5            | Allez Olive           |
| 16 juin      | York             | Royaume-Uni | Gold Cup                   | Gr. 1       | 4 000 m     | Olivier Peslier   | 1er / 17    | encolure     | Distinction           |
| 4 septembre  | Baden Baden      | Allemagne   | Grosser Preis von Baden    | Gr. 1       | 2 400 m     | Stéphane Pasquier | 3e / 9      | 2 ½          | Warrsan               |
| 2 octobre    | Longchamp        | France      | Prix de l'Arc de Triomphe  | Gr. 1       | 2 400 m     | Olivier Peslier   | 2e / 15     | 2            | Hurricane Run         |
| 11 décembre  | Sha Tin          | Hong Kong   | Hong Kong Vase             | Gr. 1       | 2 400 m     | Olivier Peslier   | 5e / 12     | 3 ¾          | Ouija Board           |

## Au haras
Installé à Castle Hyde Stud, en Irlande, Westerner est aussitôt placé sur le créneau des courses d'obstacles, à 6 000 € la saillie. Il y est devenu une valeur sûre en donnant plusieurs lauréats de groupe 1. Son meilleur produit en plat est la pouliche Never Forget, qui s'adjugea un Prix de Malleret. Mis à la retraite au début de l'année 2025, Westerner s'éteint le 9 mai.

## Origines
Westerner est issu du chef de race Danehill, père d'une multitude de champions sur toutes les distances. 
Sa mère, Walensee, avait 19 ans à sa naissance, et avait donné trois ans plus tôt War Game (par Caerleon), qui lui aussi, le temps d'une carrière limitée à quatre courses, avait montré de la disposition aux longues distances en remportant le Prix Maurice de Nieuil. Cette fille de Troy avait quant à elle brillé sur 2 400 mètres puisqu'elle remporta le Prix Vermeille en 1985 pour l'écurie Wildenstein. Elle avait pour sœur World Citizen, qui quant à lui a brillé en obstacles, remportant la Grande Course de Haies d'Auteuil. Il s'agit d'une famille maternelle atypique, loin des courants de sang dominants, qui est aussi celle, via War Path (la troisième mère de Westerner, fondatrice de la lignée de "W", l'élevage Wildenstein choisissant des noms commençant par une même lettre pour les chevaux d'une même famille) de Waya, qui après une première carrière en France est devenue une championne aux États-Unis, jusqu'à intégrer le Hall of Fame des courses américaines. 

### Pedigree
| Origines de Westerner (GB), mâle bai né en 1999 | Origines de Westerner (GB), mâle bai né en 1999 | Origines de Westerner (GB), mâle bai né en 1999 | Origines de Westerner (GB), mâle bai né en 1999 |
| ----------------------------------------------- | ----------------------------------------------- | ----------------------------------------------- | ----------------------------------------------- |
| Père Danehill 1986                              | Danzig                                          | Northern Dancer                                 | Nearctic                                        |
| Père Danehill 1986                              | Danzig                                          | Northern Dancer                                 | Natalma                                         |
| Père Danehill 1986                              | Danzig                                          | Pas de Nom                                      | Admiral's Voyage                                |
| Père Danehill 1986                              | Danzig                                          | Pas de Nom                                      | Petitioner                                      |
| Père Danehill 1986                              | Razyana                                         | His Majesty                                     | Ribot                                           |
| Père Danehill 1986                              | Razyana                                         | His Majesty                                     | Flower Bowl                                     |
| Père Danehill 1986                              | Razyana                                         | Spring Adieu                                    | Buckpasser                                      |
| Père Danehill 1986                              | Razyana                                         | Spring Adieu                                    | Natalma                                         |
| Mère Walensee 1982                              | Troy                                            | Petingo                                         | Petition                                        |
| Mère Walensee 1982                              | Troy                                            | Petingo                                         | Alcazar                                         |
| Mère Walensee 1982                              | Troy                                            | La Milo                                         | Hornbeam                                        |
| Mère Walensee 1982                              | Troy                                            | La Milo                                         | Pin Prick                                       |
| Mère Walensee 1982                              | Warsaw                                          | Bon Mot                                         | Worden                                          |
| Mère Walensee 1982                              | Warsaw                                          | Bon Mot                                         | Djebel Idra                                     |
| Mère Walensee 1982                              | Warsaw                                          | War Path                                        | Blue Prince                                     |
| Mère Walensee 1982                              | Warsaw                                          | War Path                                        | Alyxia (famille 1-e)                            |